# Касијан Затворник
Касијан Затворник, познат и као Касијан Пустињак, Касијан постник - преподобни, пустињак печерски.
Живео је у 12. веку, постао познат по дуготрајном испосништву у пећини. Мошти се налазе у Теодосјевским пећинама Кијево-Печерске лавре.
Помен у Православној Цркви се одржава 29. фебруара и 28. августа у част Сабора Преосвећених отаца Кијевских пећина, који почивају у Далеким пећинама (по јулијанском календару).
О животу светог Касијана сачувано је мало података, непознати су датум и место рођења.
У сачуваним рукописима Далеких пећина из 1638. године записано је да се ту налазе мошти светог монаха и постника Касијана. Године 1661. подвижник је означен као "Касијан постник", 1703. као "Касијан пустињак".
Архиепископ Филарет (Гумилевски) је посебно ставио успомену на монаха Касијана 13. марта (27. фебруара о. с.), на дан светог Јована Касијана.